# Nazionale femminile di pallavolo della Georgia
La nazionale femminile di pallavolo della Georgia è una squadra europea composta dalle migliori giocatrici di pallavolo della Georgia ed è posta sotto l'egida della Federazione pallavolistica della Georgia.

## Rosa
Segue la rosa delle giocatrici convocate per l'European Silver League 2024.
| N° | Nome                   | Ruolo | Data di nascita   | Squadra                    |
| -- | ---------------------- | ----- | ----------------- | -------------------------- |
| 1  | Mariam Gaprindashvili  | C     | 26 aprile 1998    | Azərreyl                   |
| 6  | Elene Tchumburidze     | P     | 22 maggio 2005    | Terville Florange          |
| 7  | Gvantsa Ulumbelashvili | S     | 12 novembre 1999  | Kaunas                     |
| 8  | Mariam Beriashvili     | C     | 31 dicembre 2001  | Milli Aviasiya Akademiyası |
| 9  | Ketevan Bluashvili     | P     | 11 settembre 1999 | -                          |
| 10 | Irina Chelidze         | O     | 17 gennaio 1994   | -                          |
| 12 | Magda Kobaidze         | S     | 14 agosto 2008    | Balatonfüred               |
| 13 | Marta Lortkipanidze    | L     | 13 gennaio 2008   | -                          |
| 14 | Tinatin Zhgenti        | S     | 25 giugno 2002    | Freisen                    |
| 15 | Mariam Mushkudiani     | O     | 29 agosto 2007    | Mulhouse                   |
| 17 | Melania Katsitadze     | S     | 18 gennaio 2007   | -                          |
| 18 | Lizzy Lobzhanidze      | C     | 18 maggio 2000    | FTSV Straubing             |
| 27 | Ana Kalandadze         | S     | 10 dicembre 1998  | Developres Rzeszów         |
| 99 | Ana Diasamidze         | P     | 16 luglio 2000    | -                          |

## Risultati

### Competizioni CEV
| 1949 | non esistente   | -            |
| 1950 | non esistente   | -            |
| 1951 | non esistente   | -            |
| 1955 | non esistente   | -            |
| 1958 | non esistente   | -            |
| 1963 | non esistente   | -            |
| 1967 | non esistente   | -            |
| 1971 | non esistente   | -            |
| 1975 | non esistente   | -            |
| 1977 | non esistente   | -            |
| 1979 | non esistente   | -            |
| 1981 | non esistente   | -            |
| 1983 | non esistente   | -            |
| 1985 | non esistente   | -            |
| 1987 | non esistente   | -            |
| 1989 | non esistente   | -            |
| 1991 | non esistente   | -            |
| 1993 | non qualificata | -            |
| 1995 | non qualificata | -            |
| 1997 | non qualificata | -            |
| 1999 | non qualificata | -            |
| 2001 | non qualificata | -            |
| 2003 | non qualificata | -            |
| 2005 | non qualificata | -            |
| 2007 | non qualificata | -            |
| 2009 | non qualificata | -            |
| 2011 | non qualificata | -            |
| 2013 | non qualificata | -            |
| 2015 | non qualificata | -            |
| 2017 | 16º posto       | Convocazioni |
| 2019 | non qualificata | -            |
| 2021 | non qualificata | -            |
| 2023 | non qualificata | -            |

| 2009 | non qualificata | -            |
| 2010 | non qualificata | -            |
| 2011 | non qualificata | -            |
| 2012 | non qualificata | -            |
| 2013 | non qualificata | -            |
| 2014 | non qualificata | -            |
| 2015 | 6º posto        | Convocazioni |
| 2016 | non qualificata | -            |
| 2017 | 12º posto       | Convocazioni |
| 2018 | non qualificata | -            |
| 2019 | non qualificata | -            |
| 2021 | non qualificata | -            |
| 2022 | non qualificata | -            |
| 2023 | non qualificata | -            |
| 2024 | non qualificata | -            |
| 2025 | non qualificata | -            |

| 2018 | 7º posto        | Convocazioni |
| 2019 | 7º posto        | Convocazioni |
| 2021 | non qualificata | -            |
| 2022 | non qualificata | -            |
| 2023 | 6º posto        | Convocazioni |
| 2024 | 5º posto        | Convocazioni |
| 2025 | 5º posto        | Convocazioni |